# Jalan Baru (Pariaman Tengah)
Jalan Baru is een bestuurslaag in het regentschap Pariaman van de provincie West-Sumatra, Indonesië. Jalan Baru telt 1455 inwoners (volkstelling 2010).